# Daillens
Daillens ist eine politische Gemeinde im Distrikt Gros-de-Vaud des Kantons Waadt in der Schweiz. Der frühere deutsche Name Dachslingen wird heute nicht mehr verwendet.

## Geographie
Daillens liegt auf 503 m ü. M., 3 km östlich von Cossonay und 13 km nordnordwestlich der Kantonshauptstadt Lausanne (Luftlinie). Das Haufendorf erstreckt sich an einem leicht nach Süden geneigten Hang auf der Hochfläche des Gros de Vaud, östlich des Tals der Venoge, im Waadtländer Mittelland.
Die Fläche des 5,6 km² grossen Gemeindegebiets umfasst einen Abschnitt des Plateaus des Gros de Vaud, der Kornkammer des Kantons Waadt. Das Gebiet wird im Süden vom Tälchen des Baches Ruisseau de Malomba durchzogen, der zeitweise die Grenze bildet und unterhalb von Daillens in die Venoge fliesst. Nach Norden erstreckt sich der Gemeindeboden über das Plateau des Gros de Vaud bis zur Höhe La Vernette, auf der mit 590 m ü. M. der höchste Punkt erreicht wird; die östliche Grenze verläuft entlang des Ruisseau de Pra Gouma. Im Westen reicht das Gebiet bis in die breite Talniederung der Venoge und wird vom kanalisierten Flusslauf begrenzt. Von der Gemeindefläche entfielen 1997 14 % auf Siedlungen, 20 % auf Wald und Gehölze und 66 % auf Landwirtschaft.
Zu Daillens gehören einige Einzelhöfe. Die Nachbargemeinden von Daillens sind im Norden Eclépens, im Westen Lussery-Villars, im Südwesten Penthalaz, im Süden Penthaz, im Südosten Bournens, im Osten Bettens und im Nordosten Oulens-sous-Echallens.

## Bevölkerung
Mit 1062 Einwohnern (Stand 31. Dezember 2023) gehört Daillens zu den kleineren Gemeinden des Kantons Waadt. Von den Bewohnern sind 95,0 % französischsprachig, 2,7 % deutschsprachig und 0,8 % italienischsprachig (Stand 2000). Die Bevölkerungszahl von Daillens belief sich 1850 auf 405 Einwohner, 1900 auf 428 Einwohner. Nachdem die Bevölkerung bis 1970 auf 338 Personen abgenommen hatte, wurde eine rasche Bevölkerungszunahme mit einer Verdoppelung der Einwohnerzahl innerhalb von 30 Jahren beobachtet.

## Wirtschaft
Daillens war bis in die zweite Hälfte des 20. Jahrhunderts ein vorwiegend durch die Landwirtschaft geprägtes Dorf. Noch heute haben der Ackerbau und der Obstbau eine gewisse Bedeutung in der Erwerbsstruktur der Bevölkerung. Weitere Arbeitsplätze sind im lokalen Kleingewerbe und vor allem im Dienstleistungssektor vorhanden. Von 1971 bis 1997 befanden sich im Tal der Venoge an der Bahnlinie die Lagerhäuser der Eidgenössischen Alkoholverwaltung, nach einer Anpassung der Gebäude wurde 1999 das Paketverteilzentrum Der Schweizerischen Post eröffnet. In den letzten Jahrzehnten hat sich das Dorf auch zu einer Wohngemeinde entwickelt. Viele Erwerbstätige sind deshalb Wegpendler, die im Grossraum Lausanne arbeiten.

## Verkehr
Die Gemeinde ist verkehrstechnisch gut erschlossen, obwohl sie abseits grösserer Durchgangsstrassen liegt. Der Autobahnanschluss Cossonay an der 1981 eröffneten A1 (Lausanne-Yverdon) ist rund drei km vom Ort entfernt. Durch eine lokale Buslinie ist Daillens mit dem Bahnhof von Cossonay verbunden und damit an das Netz des öffentlichen Verkehrs angeschlossen.
Auf der das Dorf tangierenden Bahnstrecke ereignete sich am 25. April 2015 ein Güterzugunfall: die letzten sechs Waggons eines Gefahrguttransports entgleisten. Aus einem Zisternenwagen liefen 25 Tonnen Schwefelsäure aus, das regionale Paketzentrum der Post wurde evakuiert.

## Geschichte
Auf dem Gemeindegebiet wurden wichtige Funde von Nekropolen aus dem Frühmittelalter gemacht. Die erste urkundliche Erwähnung des Ortes erfolgte bereits um das Jahr 600 unter dem Namen Daliens. Später erschienen die Schreibweisen Dallens (1109), Dalens (1182), Dalleins (1238), Dallyens (1344) und Dalliens (1358). Der Ortsname geht auf den burgundischen Personennamen Dallo zurück und bedeutet bei den Leuten des Dallo.
Die Herrschaft über Daillens war seit dem Mittelalter zwischen dem Lausanner Domkapitel, den Baronen von Cossonay und den Edlen von Daillens aufgeteilt. Mit der Eroberung der Waadt durch Bern im Jahr 1536 kam das Dorf unter die Verwaltung der Vogtei Moudon. Es bildete zusammen mit Bettens eine Exklave dieser Vogtei und erhielt einen eigenen Gerichtshof. Nach dem Zusammenbruch des Ancien Régime gehörte Daillens von 1798 bis 1803 während der Helvetik zum Kanton Léman, der anschliessend mit der Inkraftsetzung der Mediationsverfassung im Kanton Waadt aufging. 1798 wurde es dem Bezirk Cossonay zugeteilt.
In der Nacht 11./12. Juni 1940 flogen 38 Bomber der Royal Air Force einen Luftangriff auf die FIAT-Werke in Turin. Auf dem Rückweg warfen drei Bomber Bomben auf Daillens, Renens und Genf ab.

## Sehenswürdigkeiten
Die ursprünglich aus dem 13. Jahrhundert stammende Pfarrkirche Sainte-Marie wurde im Lauf des 16. Jahrhunderts umgebaut und vergrössert. Daneben steht das 1736 erbaute Pfarrhaus. Das Schloss von Daillens wurde im 16. Jahrhundert errichtet und später mehrfach verändert (unter anderem wurden die ehemaligen Türme abgerissen). Heute ist es ein grosses Bauernhaus. Im Ortskern sind einige typische Bauernhäuser aus dem 18. und 19. Jahrhundert erhalten.

## Persönlichkeiten
- Rodolphe Mercier (1799–1860), Waadtländer Grossrat und Politiker
- Roger Francillon (1938–2019), Literaturwissenschaftler
- Gilbert Bischoff (* 1951), Radrennfahrer